# Jens-Perstjärnen
Jens-Perstjärnen är en sjö i Åre kommun i Jämtland och ingår i Indalsälvens huvudavrinningsområde. Sjön har en area på 0,0394 kvadratkilometer och ligger 702,6 meter över havet. Sjön avvattnas av vattendraget Rörtjärnbäcken.

## Delavrinningsområde
Jens-Perstjärnen ingår i det delavrinningsområde (700512-138933) som SMHI kallar för Namn saknas. Medelhöjden är 753 meter över havet och ytan är 2,92 kvadratkilometer. Räknas de 3 avrinningsområdena uppströms in blir den ackumulerade arean 8,48 kvadratkilometer. Rörtjärnbäcken som avvattnar avrinningsområdet har biflödesordning 3, vilket innebär att vattnet flödar genom totalt 3 vattendrag innan det når havet efter 295 kilometer. Avrinningsområdet består mestadels av skog (58 procent), öppen mark (22 procent) och kalfjäll (18 procent). Avrinningsområdet har 0,07 kvadratkilometer vattenytor vilket ger det en sjöprocent på 2,4 procent.